# 赵破阵
赵破阵（6世纪？—613年），又作赵破陈，隋末民变起义军领袖，海陵郡人。
613年，赵破陈看不起兵少的杜伏威，召杜伏威来会盟，意图兼并。杜伏威让辅公祏率兵在外等待，自己和十余个亲信备牛肉美酒进帐谒见赵破陈，酒宴中在座位上杀死赵破陈，兼并了他的部众。